# Sinop Futebol Clube
Il Sinop Futebol Clube, noto anche semplicemente come Sinop, è una società calcistica brasiliana con sede nella città di Sinop, nello stato del Mato Grosso.

## Storia
Il 16 gennaio 1977 è stato fondato il Sinop Futebol Clube. Il club è stato eliminato al primo turno dal Santos in Coppa del Brasile nel 1999 e al terzo turno dal San Paolo nel 2000.

## Palmarès

### Competizioni statali
- Campionato Mato-Grossense: 3

1990, 1998, 1999
- Campeonato Mato-Grossense Segunda Divisão: 2

1988, 2012